# 10169 Ogasawara
10169 Ogasawara este un asteroid din centura principală de asteroizi.

## Descriere
10169 Ogasawara este un asteroid din centura principală de asteroizi. A fost descoperit pe 21 februarie 1995 la Ōizumi de Takao Kobayashi. Asteroidul prezintă o orbită caracterizată de o semiaxă mare de 2,87 ua, o excentricitate de 0,11 și o înclinație de 10,0° în raport cu ecliptica.